# Научен архив на БАН
Научният архив на Българската академия на науките (НА-БАН) е самостоятелно специализирано звено на Българската академия на науките.

## История
Първият архив е създаден с учредяването на Българското книжовно дружество. От 1994 г. съществува като самостоятелно звено. Поддържа списание „Известия на НА-БАН“. Съществуват 4 филиала на архива към Националния археологически институт с музей при БАН (НА на НАИМ-БАН), към Националния институт по метеорология и хидрология към БАН (НА на НИМХ-БАН), към Института за изследване на изкуствата (НА на ИИИ-БАН) и към Института за етнология и фолклористика с Етнографски музей (НА на ИЕФЕМ-БАН). Целта на архива е да събира и комплектова документи от различните институти и поделения на академията, лични фондове на научните работници, както и различни архивни документи, научна продукция и други.
Архивната колекция на звеното съдържа старобългарски и славянски ръкописи, сред които Троянския дамаскин и Битолския триод, лични фондове на Симеон Радев, Стойчо Мошанов, Константин Муравиев, Лука Малеев, Спас Прокопов, Павел Генадиев, Кузман Шапкарев, Иван Снегаров, Стефан Веркович и други.